# 馮承素
馮承素（617年—672年10月30日），字萬壽，長乐信都（今衡水市冀州区）人，唐代書法家。

## 生平
唐太宗貞觀年間任內府供奉拓書人，直弘文館。工書法，擅長鉤摹複製古法書帖。
貞觀十三年（639年），太宗命供奉拓书人赵模、韩道政、冯承素、诸葛贞等四人，臨摹《樂毅論》、《蘭亭集序》真跡，各拓数本，分賜皇太子李承乾、诸王及長孫無忌、房玄齡、高士廉等親貴信臣，而冯摹《兰亭序》卷则被认为是所有摹本中“最精妙者”。
其後《蘭亭集序》真跡被殉葬昭陵，在《蘭亭集序》摹本流傳至今者以馮承素之「神龍本」最精妙。卷中有元代郭天錫跋云：“书法秀逸，墨彩艳发，奇丽超绝，动心骇目，……，毫鋩转折，纤微备尽，下真迹一等。”

## 墓志铭
唐故中書主書馮君墓誌銘並序

    君諱承素，字萬壽，長安信都人也。辭韓入趙，瑤葉所以駢華，去秦歸漢，金柯由其擢采。子明以良家得譽，武冠當時，敬通以名才見稱，文高後代。曾祖興，周膳部下大夫，謙床義幕，經苑書倉，爰資彥輔之能，遂踐陽元之任。祖伏，隨益州通義縣令。父英，皇朝左監門長史。並長波噴日，苞萬頃于黃陂，直幹捎雲，架千尋於碧樹。懷銅綰墨，猶淪季重之才，援刀斷裳，未盡寬饒之力。

    公重仁載德，積善摛靈，器綵韶深，風儀辯慧。年方刻鼠，先摽應務之姿，歲甫埋蛇，即著推恩之跡。摳衣鼓篋，已見賾而言幾，綴想儲精，亦菲華而掞藻。解褐門下省典儀，瑣闥早班，璿階辯等，士流欽其雅望，朋執仰其清規。

    公爰自弱齡，尤工草隸，遂臨古法，奉進宸闈，載紆天睠，特蒙嗟賞，奉敕令直弘文館。由是鸞回妙跡，並究其精，狸骨仙方，必殫其美。張伯英之耽好，未可相儔。衛巨山之致言，曾何足喻。龍扉清切，鶴禁凝嚴。綜□之司，賢明是屬，改授典書坊錄事。糾察之智，譽滿於蒼闈。隱括之能，聲融於碧題。綸庭務廣，層掖事殷，永言管鎔，寔歸精裁。尋遷中書主書。在公以慎奉上，以貞雞樹，所以增輝。鳳沼由其益浚，榮途顯級行照，寵于當年。以咸亨三年十月五日遘疾終於京城通化裡第，春秋五十有六。夫人朱氏，台州司倉之長女也。睦茲劉範，和彼瑟琴，澂醪方薦，遊川遽隔。咸亨二年四月廿一日卒寓，殯于長安原，粵以今年十一月十五日遷厝合葬於雍州乾封縣高陽原，禮也。寂寂幽隧，茫茫終古，敢銘恨於泉扃，式圖徽于石戶，其詞曰：

    兩河之間，二馮之胤，英靈肹響，風華昭晋。市義揚蕤，橫經灑潤。
曰祖惟考，源沖波濬。矯矯大夫，寶緯分區。英英茂宰，銅章曜采。
毓秀挺生，師逸功倍。飛華儒肆，澂連學海。曳組仙台，飄纓瑣閣。
職司鳳撿，來儀鶴籥。篆妙回鸞，文工返鵲。建本先奄，靈椿遽落。
龜文啟兆，馬鬛開瑩。徘徊容帳，委鬱佳城。尊陳風急，松短煙平。勒茲貞琰，菊茂蘭榮。